# 龙腾
龙腾（1968年1月—），男，汉族，籍贯湖北黄冈，生于河南洛阳，中国雷达专家，工学博士、教授、博士生导师，中国工程院院士。曾任北京理工大学校长，现任中华人民共和国科学技术部副部长。

## 简历
籍贯湖北黄冈，他父亲龙锐清华大学毕业后到洛阳工学院工作，曾任洛阳工学院院长（1988年7月—1997年7月）。1968年生于洛阳，1984年从洛阳第一高中考入中国科技大学，并取得北京理工大学电子工程系硕士和博士，后留校任教。2004年5月，任北京理工大学雷达技术研究所所长；2008年12月，任北京理工大学信息与电子学院院长。
2018年3月，任北京理工大学副校长；2021年1月，任北京理工大学常务副校长。
2021年11月，当选中国工程院信息与电子工程学部院士。
2022年5月，升任北京理工大学校长。
2024年4月，调任科学技术部副部长。

## 家庭
他妻子是河南焦作人，也是一名大学教授。

## 荣誉
- 2007年北京市第九届十大杰出青年
- 美国IEEE会士
- 英国lET会士
- 俄罗斯工程院外籍院士
- 国际宇航科学院通讯院士
- 中国电子学会会士、常务理事
- 中国指挥控制学会副理事长
- 中国仪器仪表学会常务理事
- 全国创新争先奖章
- 2019年度何梁何利基金科学与技术进步奖
- IEEE信息物理系统专业委员会杰出领导力奖